# آوار چوبی بزرگ

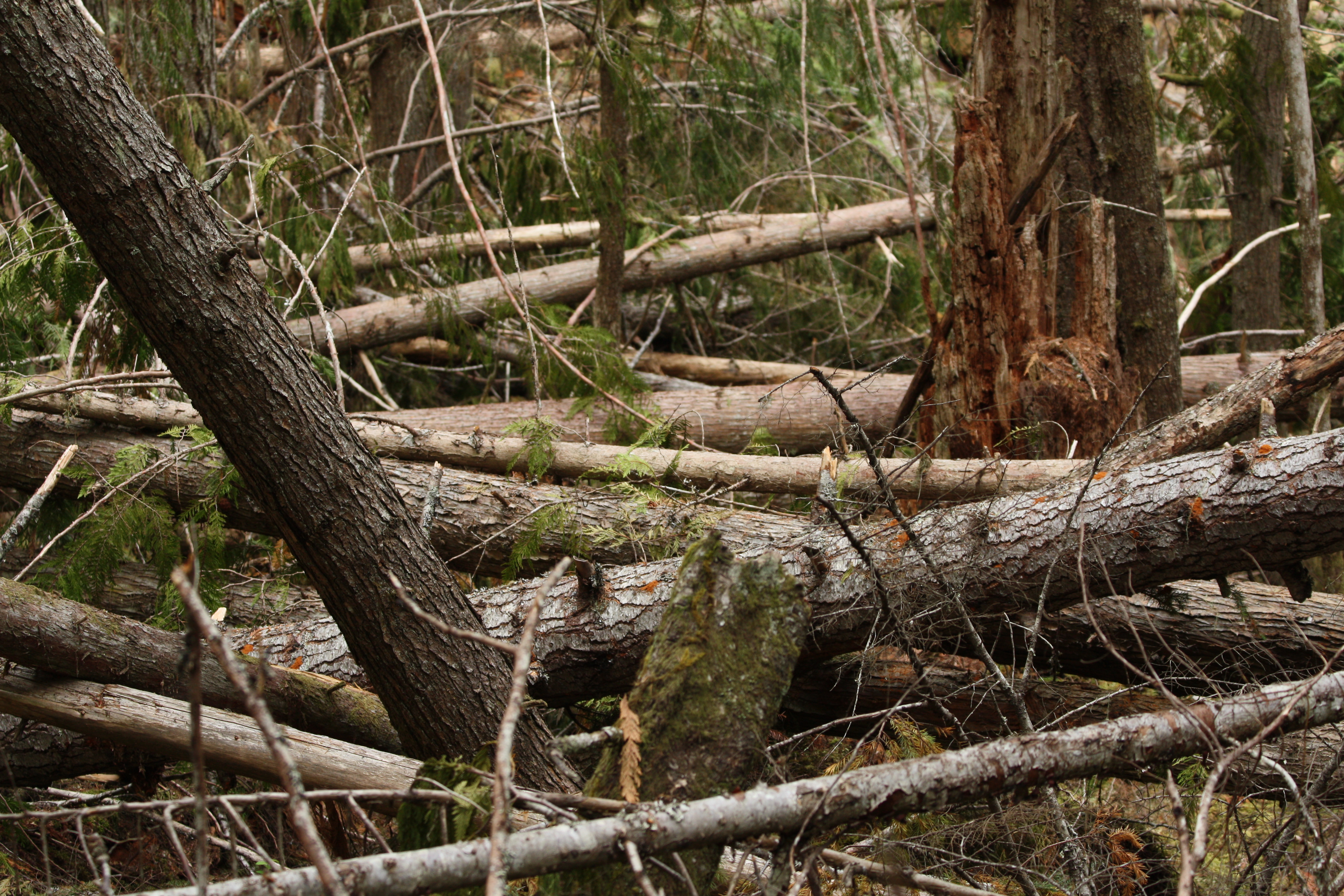
درختان افتاده توسط باد منبعی از آوار چوبی بزرگ هستند.

آوار چوبی بزرگ یا الوار چوبی بزرگ (به انگلیسی: Large woody debris) کنده‌ها، چوب‌ها، شاخه‌ها و دیگر چوب‌هایی هستند که در نهرها و رودخانه‌ها می‌ریزند. این زباله می‌تواند بر جریان و شکل کانال جریان آب تأثیر بگذارد. آوارهای چوبی بزرگ، دانه‌ها و شکل بستر جریان، سه تامین‌کننده اصلی مقاومت جریان هستند و بنابراین تأثیر عمده‌ای بر شکل کانال جریان آب دارند. برخی از کانال‌های جریان آب به دلیل حذف، توسط مدیران حوضه برای کنترل سیل و دلایل زیبایی‌شناختی، دارای آوار چوبی بزرگ کمتری هستند.

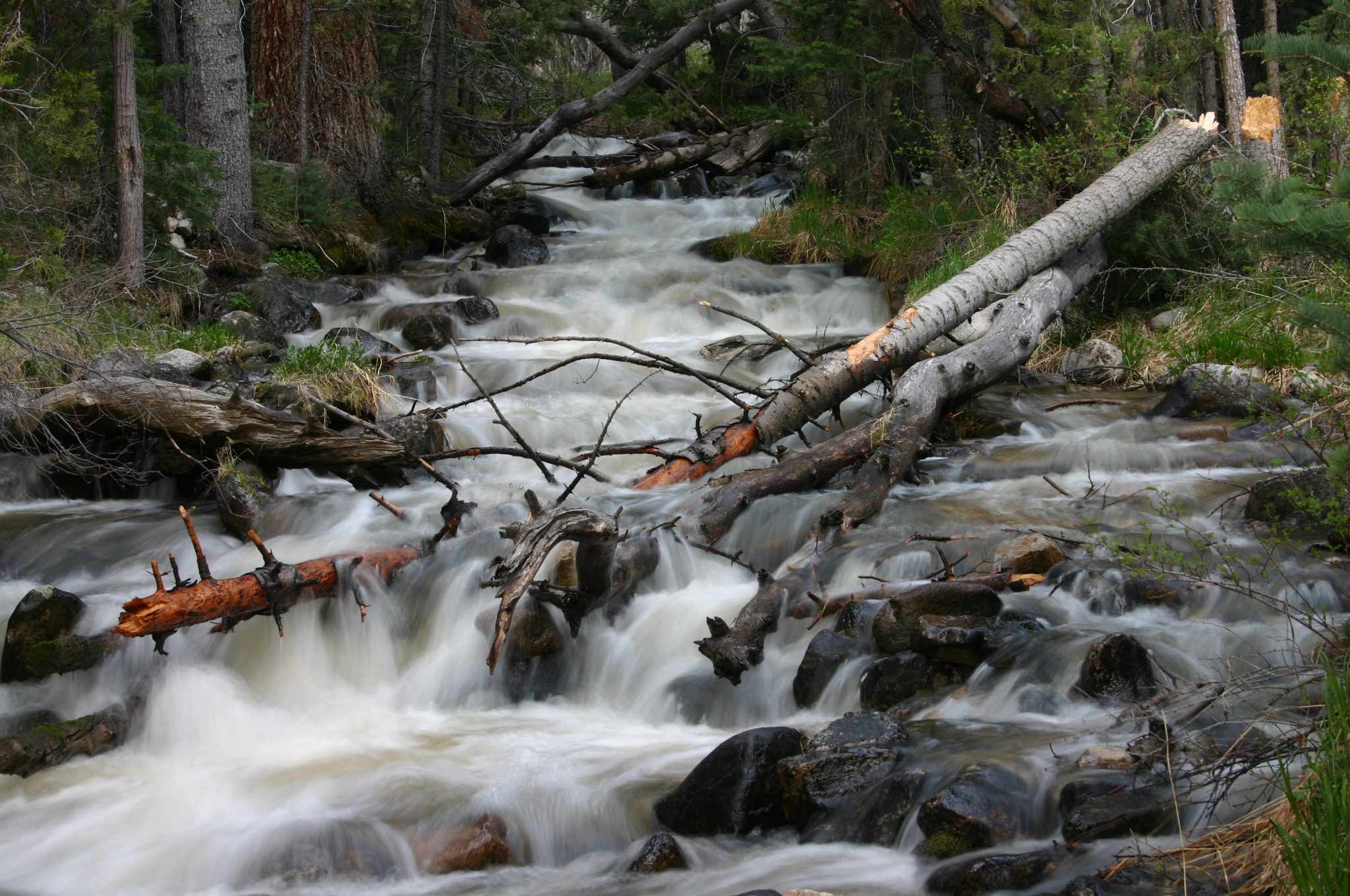
آوار چوبی بزرگ به تشکیل استخرها در نهرها کمک می‌کند که زیستگاه‌های مهمی برای ماهی‌ها و دیگر گونه‌ها هستند.